# Bosforo orientale
Il Bosforo orientale (in russo Босфор Восточный?, Bosfor Vostočnyj) è uno stretto del mar del Giappone situato all'interno del golfo di Pietro il Grande, in Russia. Si trova nel Territorio del Litorale (Circondario federale dell'Estremo Oriente) ed è ricompreso nella città di Vladivostok. 

## Geografia
Il Bosforo orientale separa la penisola di Murav'ëv-Amurskij dalle isole Russkij e Elena e collega le acque del golfo dell'Amur a quelle dell'Ussuri. Il confine occidentale dello stretto è costituito dalla linea che collega capo Tokarevskij, l'estremo punto meridionale della penisola di Škot (полуостров Шкота) dove si trova il faro Tokarevskij, a capo Larionov (мыс Ларионова), sull'isola di Elena, ed è il punto più stretto del canale. Il confine orientale è disegnato dalla linea che congiunge capo Basargin (мыс Басаргина) con l'isola di Skryplëv e capo Karazin (мыс Каразина), sull'isola Russkij. Lo stretto è lungo 9 km e solo 800 m nel punto minimo. La profondità massima è di 50 m. 
Il Bosforo orientale è attraversato dal più lungo ponte strallato del mondo: il ponte dell'isola Russkij, inaugurato nel 2012, che va dalla penisola Nazimova a capo Novosil'cev (мыс Новосильцев).